# John van Loen
John van Loen, nizozemski nogometaš in trener, * 4. februar 1965.
Za nizozemsko reprezentanco je odigral 7 uradnih tekem in dosegel en gol.